# Санта Марија (Мокорито)
Санта Марија (шп. Santa María) насеље је у Мексику у савезној држави Синалоа у општини Мокорито. Насеље се налази на надморској висини од 75 м.

## Становништво
Према подацима из 2010. године у насељу су живела 2 становника.

### Хронологија
| Година       | 2000           | 2005         | 2010 |
| ------------ | -------------- | ------------ | ---- |
| Становништво | 687 (606 / 81) | 32 (15 / 17) | 2    |

### Попис
| # | Индикатор                     | Вредност |
| - | ----------------------------- | -------- |
| 1 | Укупно домаћинстава           | 23       |
| 2 | Укупно насељених домаћинстава | 1        |
| 3 | Величина локације             | 1        |